# Дем'єнешть
Дем'єнешть, Дем'єнешті (рум. Dămienești) — село у повіті Бакеу в Румунії. Входить до складу комуни Дем'єнешть.
Село розташоване на відстані 265 км на північ від Бухареста, 19 км на північ від Бакеу, 64 км на південний захід від Ясс.

## Населення
За даними перепису населення 2002 року у селі проживали 586 осіб, усі — румуни. Усі жителі села рідною мовою назвали румунську.